# José María Irigoyen de la O
José María Irigoyen de la O (Santa Fe, Nuevo México, 7 de junio de 1807 - Chihuahua, Chihuahua, 24 de mayo de 1840) fue un catedrático, abogado, diputado y gobernador del estado mexicano de Chihuahua.

## Semblanza biográfica
Nació en la ciudad de Santa Fe, Nuevo México, entonces Virreinato de Nueva España, donde su padre se desempeñaba como armero del Rey. En sus primeros años de vida se trasladó a residir a la ciudad de Chihuahua, donde cursó su educación primaria y en 1819, se trasladó a Durango para cursar una carrera literaria bajo la protección del Obispo de Durango, Juan Francisco Castañiza Larrea, marqués de Castañiza. De esta forma estudió latín y filosofía, pero prefirió continuar sus estudios profesionales en jurisprudencia. Obtuvo el título de abogado en noviembre de 1832.
Impartió cátedras de gramática y retórica en el colegio de Chihuahua. Comenzó a ejercer su profesión como abogado de pobres, así como en diversas comisiones. Comenzó su carrera política en 1836 al ser electo diputado de la primera Junta Departamental de Chihuahua. De 1837 a 1839, tuvo a su cargo los juzgados civil y criminal de la ciudad, fue asesor de la Comandancia General y magisterio del Supremo Tribunal. En 1838, nuevamente fue miembro de la Junta Departamental.
Además de cumplir con todos los compromisos anteriores, aceptó el nombramiento de capitán de una compañía de Defensores de la Patria. Asumió por primera vez la gubernatura de Chihuahua el 22 de mayo de 1839 al renunciar el gobernador constitucional Simón Elías González y permaneció en el cargo hasta el 14 de junio del mismo año en que dejó el cargo y fue nombrado para suplirlo su tío, José María Irigoyen Rodríguez. Propuesto en una terna para gobernador constitucional y el 29 de agosto recibió el nombramiento por parte del entonces presidente Anastasio Bustamante, contando con 32 años de edad, tomó posesión de su puesto el 18 de septiembre de 1839. Durante su corta gestión de ocho meses, implementó el alumbrado público, fundó una academia de música, realizó mejoras en la seguridad pública y en el funcionamiento de la policía, habiendo efermado de gravedad, renunció a la gubernatura el 20 de mayo de 1840; murió en la ciudad de Chihuahua cuatro días después, el 24 de mayo de 1840.